# Estação Retiro
Retiro  é o nome de três de estações ferroviárias da rede ferroviária argentina situadas lado a lado no entorno da Avenida Ramos Mejía, no bairro porteño de Retiro (Buenos Aires). 
As três estações são muito proxímas sendo considerada em algumas ocasiões como uma só, fazendo parte, ao lado das estações Constitución e Once, dos três grandes terminais ferroviários de Buenos Aires.
As três estações do complexo ferroviário de Retiro são facilmente identificáveis:
- Retiro Mitre - Terminal do Ferrocarril General Bartolomé Mitre, construída entre 1909 e 1915 , com materiais importados da Inglaterra, sendo considerada à época uma das maiores estações do mundo.[1]
- Retiro Belgrano - Terminal do Ferrocarril General Manuel Belgrano.[2]
- Retiro San Martín - Terminal do Ferrocarril General San Martín que a mais simples das três, sendo construída em 1930 como uma estação provisória de madeira e chapa, sendo seu edifício nunca concluído.[3]

Na estação Retiro tinha as suas oficinas Ferrocarriles Argentinos; concretamente, no cruzamento das avenidas Ramos Mejía e do Libertador. Atualmente estão situadas ali as oficinas da Trenes Argentinos.
Adicionalmente, desde a estação Retiro Mitre pode-se ingressar diretamente à estações homônimas das linhas C e E do Metrô, a qual é também uma dos seus terminais. Por outro lado, seguindo pela Avenida Ramos Mejía para leste chega-se à Terminal de Ônibus de Retiro, um imenso edifício onde se concentra praticamente a totalidade dos serviços automotores de longa distância que partem ou chegam a Buenos Aires. Também se fala de Retiro fazendo referência a todo o centro de transbordo de passageiros que constituem as estações ferroviárias e de subterrâneo, a terminal de ônibus e as numerosas linhas de coletivos  que percorrem a zona.

## Galeria

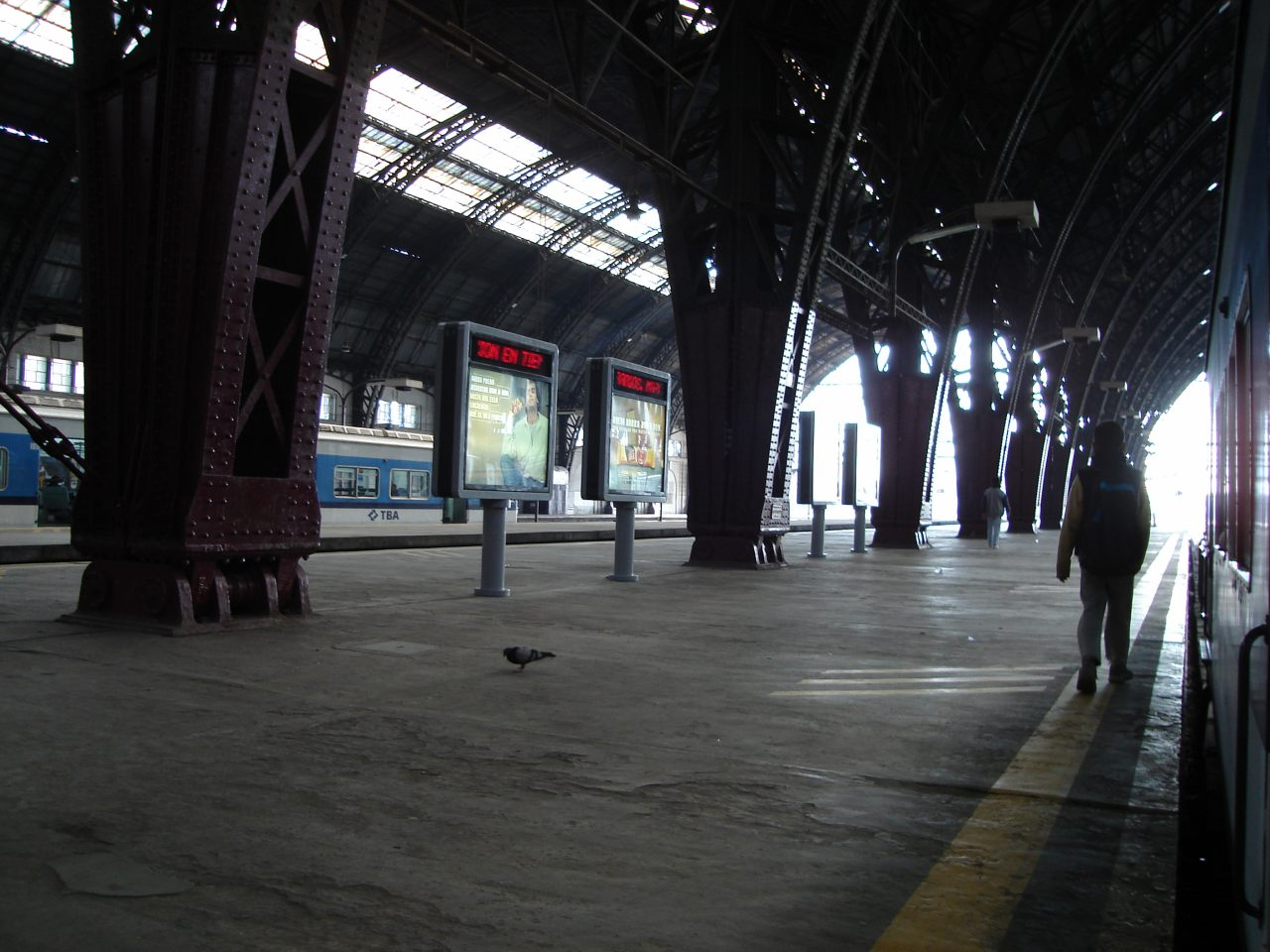
Plataformas de Retiro Mitre.
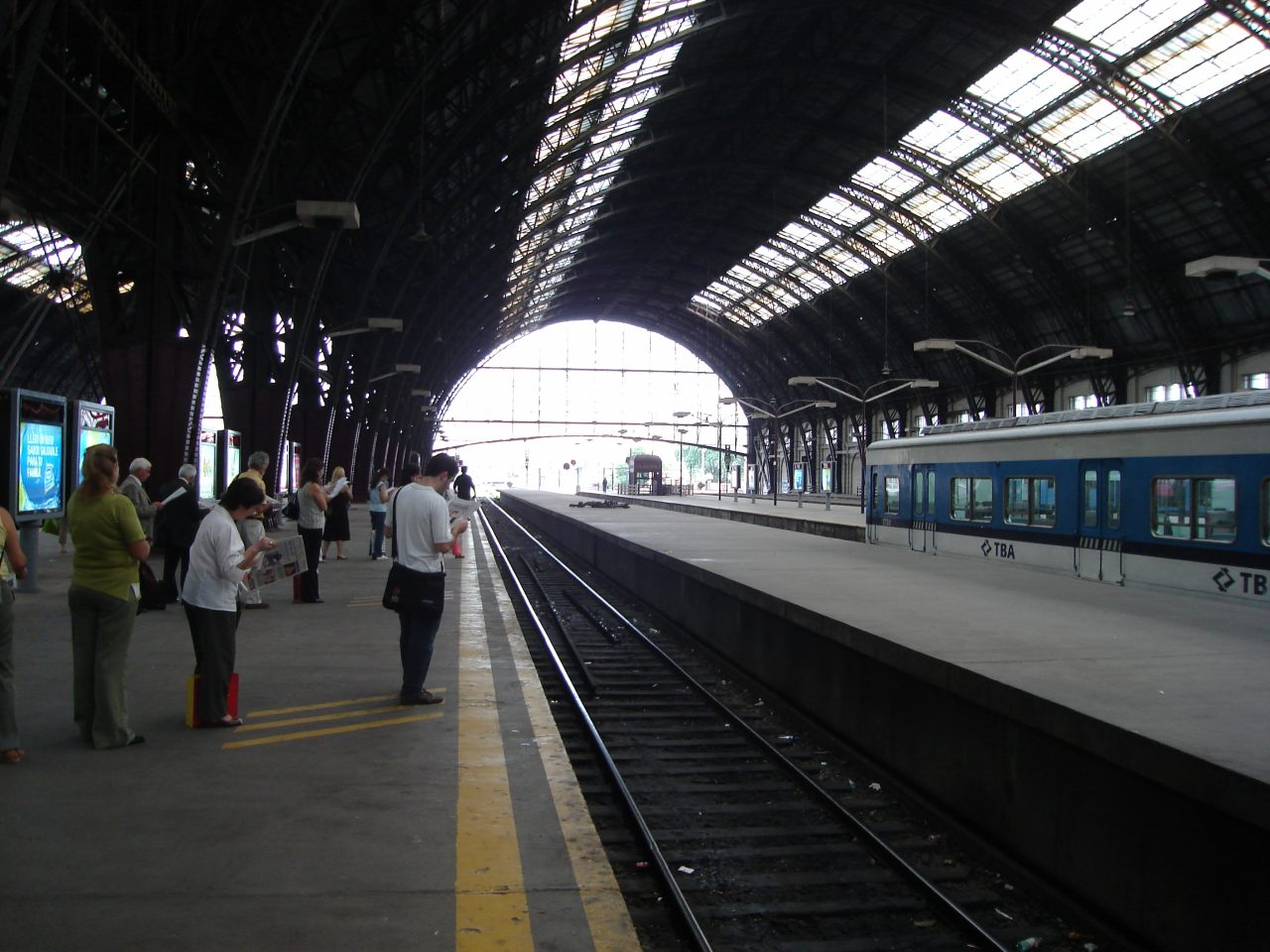
Passageiros esperando um trem em Retiro Mitre.
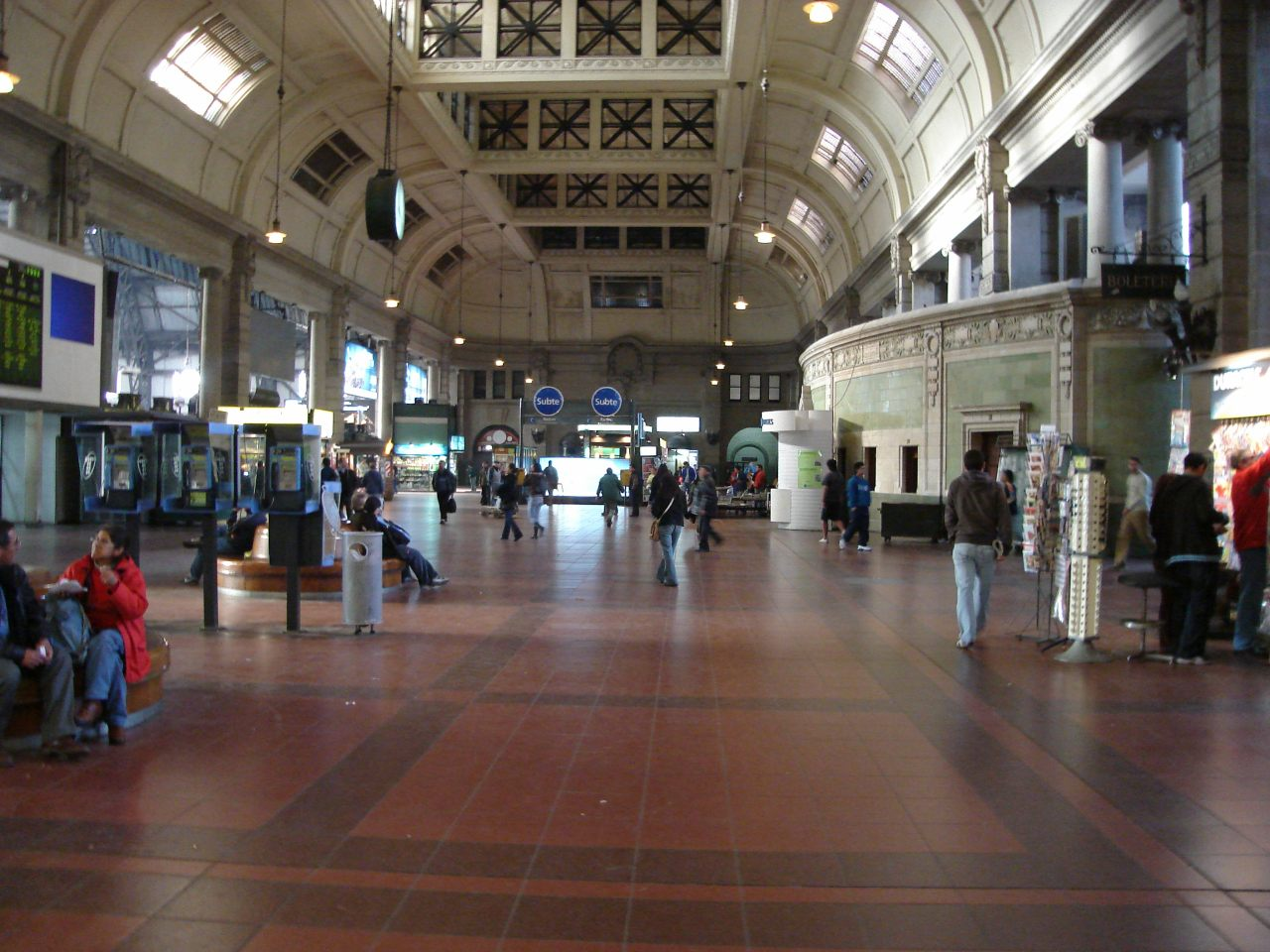
Saguão principal de Retiro Mitre.
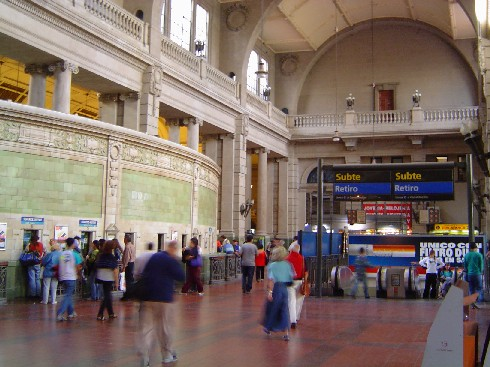
Vista de bilheterias e acesso ao metrô em Retiro Mitre.
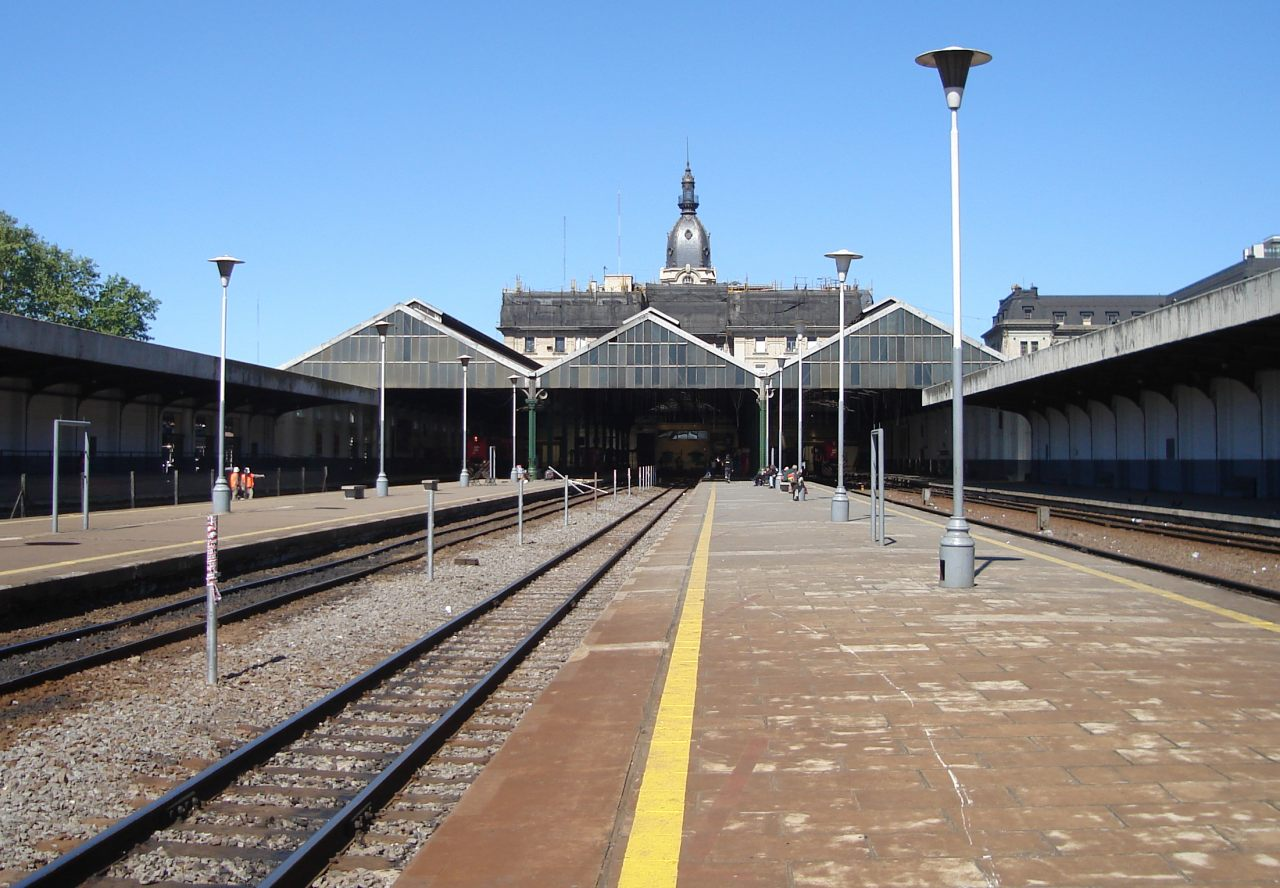
Plataformas de Retiro Belgrano.
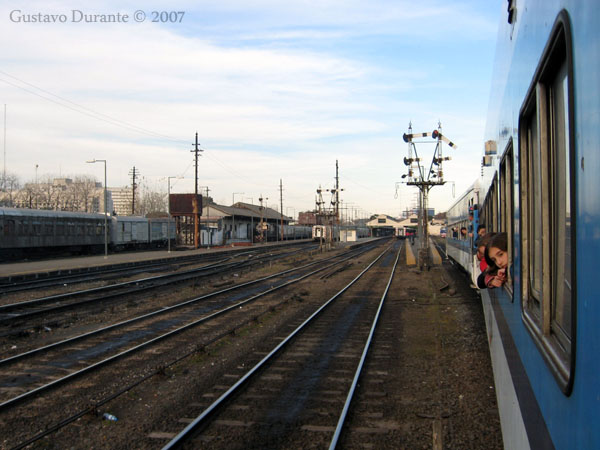
Plataformas de Retiro San Martín.
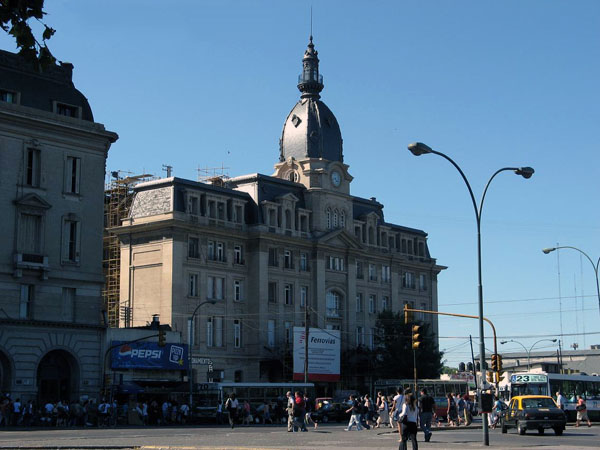
Fachada da estação Retiro do Ferrocarril General Manuel Belgrano.